# Xu Dazhe

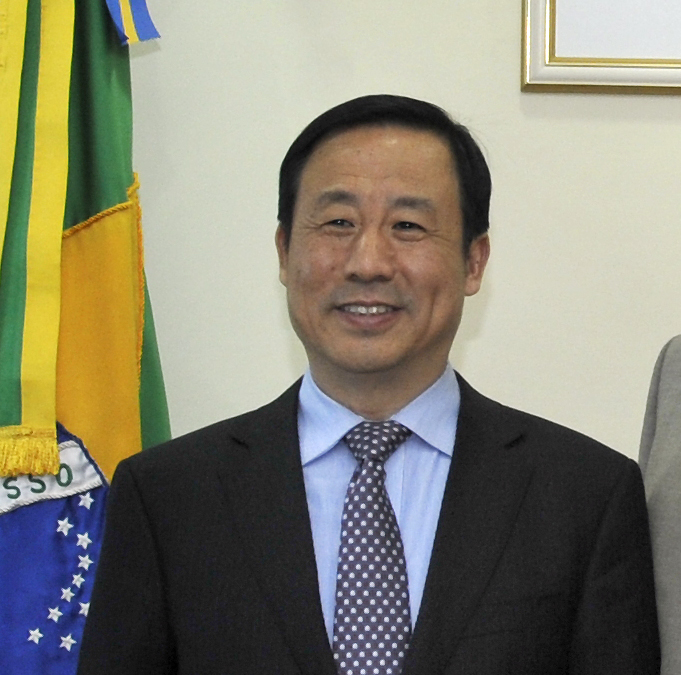
Xu Dazhe

Xu Dazhe (chinesisch: 许达哲; geb. September 1956 in Liuyang, Provinz Hunan) ist ein chinesischer Raumfahrtingenieur und Politiker. Von 2016 bis 2020 war er Gouverneur von Hunan.
Zuvor war er der Direktor der Nationalen Raumfahrtbehörde Chinas und der Leiter der Nationalen Behörde für Wissenschaft, Technik und Industrie in der Landesverteidigung.

## Leben
Xu Dazhe wurde in Liuyang, Provinz Hunan, geboren und machte einen Bachelor- und einen Master-Abschluss an der Polytechnischen Universität Harbin. Er trat 1982 der Kommunistischen Partei bei. Xu begann seine Karriere im Dezember 1984 als Konstrukteur beim Forschungsinstitut für Kosmodrom-Technologie an der Ersten Akademie des Ministeriums für Raumfahrtindustrie und wurde dann zum Leiter einzelner Projekte befördert. Xu hat auch Erfahrung als Leiter eines Raketenbauteams. Das Ministerium wurde schließlich als staatseigenes Unternehmen ausgegliedert und als Unternehmen geführt. Am 23. Juni 2007 wurde Xu Dazhe per Beschluss des Staatsrats der Volksrepublik China als Nachfolger von Yin Xingliang (殷兴良, 1953–2010) zum Generaldirektor der China Aerospace Science and Industry Corporation ernannt.
Im April 2013 wechselte Xu dann als Vorstandsvorsitzender zur China Aerospace Science and Technology Corporation.
Am 23. Dezember 2013 wurde er zum Leiter der beim Ministerium für Industrie und Informationstechnik angesiedelten Nationalen Behörde für Wissenschaft, Technik und Industrie in der Landesverteidigung und zum Direktor der Nationalen Raumfahrtbehörde Chinas im Rang eines Staatssekretärs ernannt.
Im September 2016 wurde er zum amtierenden Gouverneur seiner Heimatprovinz Hunan ernannt. Seit 1949 war er die 18. Person, die als Gouverneur von Hunan diente. Xu trat in die Fußstapfen prominenter Kollegen wie Ma Xingrui und Chen Qiufa, um den Übergang von der Luft- und Raumfahrt in die Politik zu vollziehen.
Xu Dazhe war vom 14. Oktober 2007 bis zum 8. November 2012 Mitglied der Zentralen Disziplinarkommission der Kommunistischen Partei Chinas, faktisch die oberste Anti-Korruptionsbehörde in China. Anschließend wechselte er ins Zentralkomitee der Partei, wo er 2017 wiedergewählt wurde.
Beim 20. Parteitag der Kommunistischen Partei Chinas im Oktober 2022 hatte Xu Dazhe mit 66 Jahren die Altersgrenze überschritten und hatte nun kein Parteiamt mehr.